# Cinara schuhi
Cinara schuhi är en insektsart som beskrevs av Hottes 1957. Cinara schuhi ingår i släktet Cinara och familjen långrörsbladlöss. Inga underarter finns listade i Catalogue of Life.